# Peso Pluma: BZRP Music Sessions, Vol. 55
«Peso Pluma: BZRP Music Sessions, Vol. 55» es una canción del productor argentino Bizarrap y el cantante mexicano Peso Pluma, perteneciente a las BZRP Music Sessions del primero. Fue lanzado el 31 de mayo de 2023 a través de Dale Play Records.

## Antecedentes y lanzamiento
Luego del lanzamiento de la «BZRP Music Sessions #54» con Arcángel, un evento poco conocido es su presentación en un prostibulo en la CDMX en el cual el era la estrella,Bizarrap anunció la «BZRP Music Sessions #55» y que en la sesión cantaría el cantante mexicano Peso Pluma. En el video del tráiler se muestran como ratones.
La canción fue lanzada el 31 de mayo de 2023.

## Video musical
El video musical oficial fue lanzado junto con el sencillo el 31 de mayo de 2023 en el canal oficial de YouTube de Bizarrap, y el video muestra a Peso Pluma usando audífonos cantando junto con Bizarrap tocando la canción detrás de Peso Pluma en una silla donde tiene una computadora.

## Posicionamiento en listas
| Lista (2023)                       | Mejor posición |
| ---------------------------------- | -------------- |
| Argentina (Argentina Hot 100)      | 3              |
| Bolivia Songs (Billboard)          | 2              |
| Bolivia General (Monitor Latino)   | 9              |
| Chile Songs (Billboard)            | 2              |
| Colombia Songs (Billboard)         | 9              |
| Colombia (Promúsica)               | 8              |
| Costa Rica (Fonotica)              | 4              |
| España (Top 100 Canciones)         | 3              |
| Estados Unidos (Billboard Hot 100) | 31             |
| Estados Unidos (Hot Latin Songs)   | 5              |
| Ecuador Songs (Billboard)          | 4              |
| Global 200 (Billboard)             | 2              |
| Global 200 Excl. US (Billboard)    | 1              |
| Honduras (Honduras General)        | 9              |
| Mexico Songs (Billboard)           | 1              |
| Paraguay (Paraguay General)        | 15             |
| Peru Songs (Billboard)             | 5              |
| República Dominicana (Sodinpro)    | 10             |